# Illizi (vilájet)
Illizi (arabsky: ولاية اليزي ) je vilájet (wilaya) v jihovýchodním Alžírsku, pojmenovaná po stejnojmenném městě Illizi. Na severu hraničí s vilájetem Ouargla, malou částí na severo-východu s Tuniskem, na východu s Libyí a na jihu s vilájetem Tamanrasset. Při sčítání lidu v roce 2008 měla provincie počet obyvatel 52 333.
Oblast je bohatá na zemní plyn. Jedno z míst, kde je nejčetnější výskyt zemního plynu, je pole Aib Tsila, které je z 57 % vlastnění irskou společností Petroceltic International, z 16 % společností Enel a zbytek náleží alžírské vládě.